# Owen Moore
Owen Moore est un acteur américain d'origine irlandaise né le 12 décembre 1886 à Fordstown Crossroads, dans le comté de Meath, en Irlande, et mort d'une crise cardiaque le 9 juin 1939 à Beverly Hills.

## Biographie
Tout comme ses frères Tom (1883-1955), Matt (1888-1960), & Joe (1895-1926), il émigra vers les États-Unis où ils menèrent des carrières réussies dans l’émergente industrie du cinéma de Hollywood. Lui-même tournera 279 films entre 1908 et 1937. Il fut marié à Mary Pickford, entre 1911 et 1920 (divorce), puis avec Katherine Perry.

## Filmographie partielle

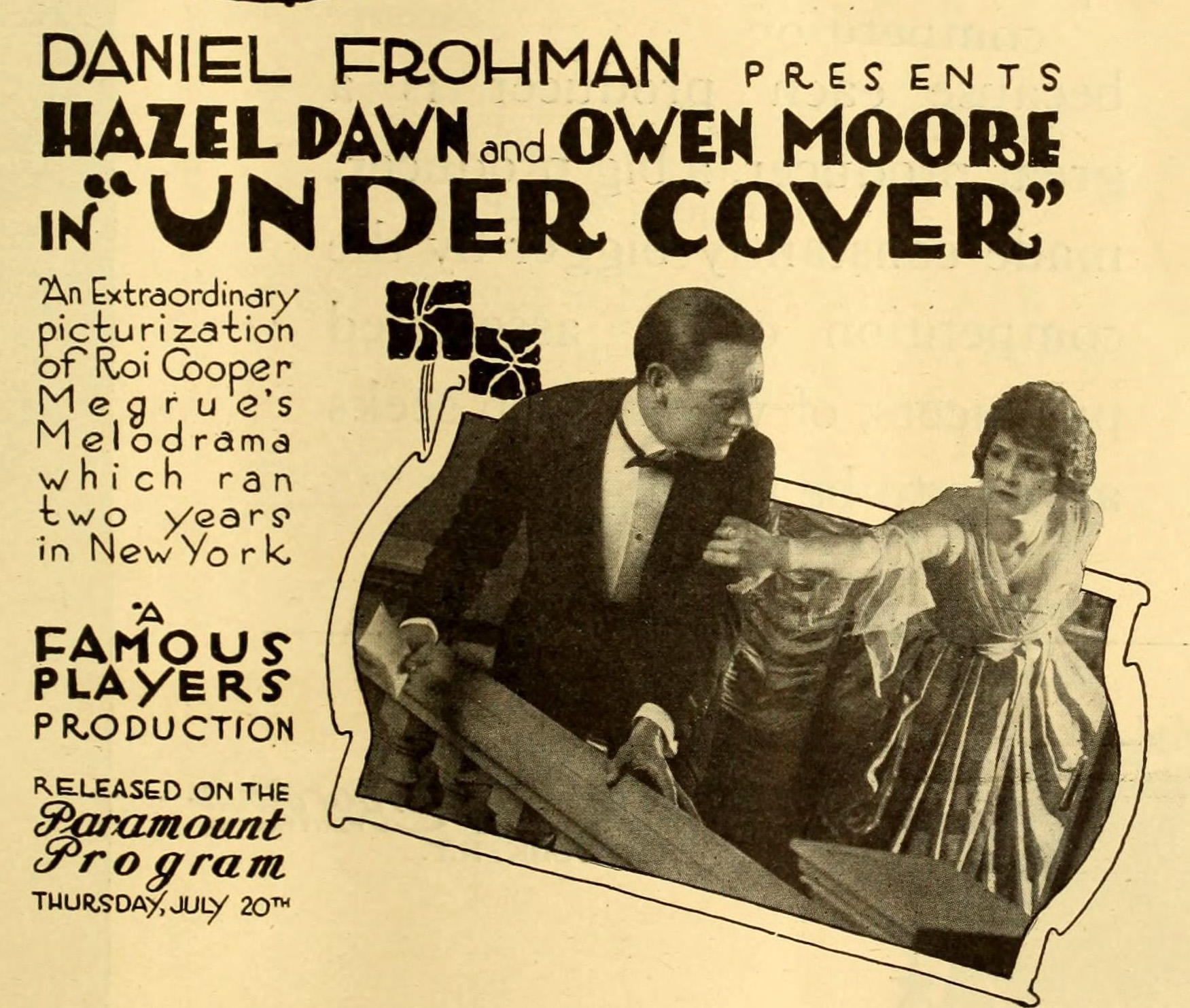
Under Cover (1916).

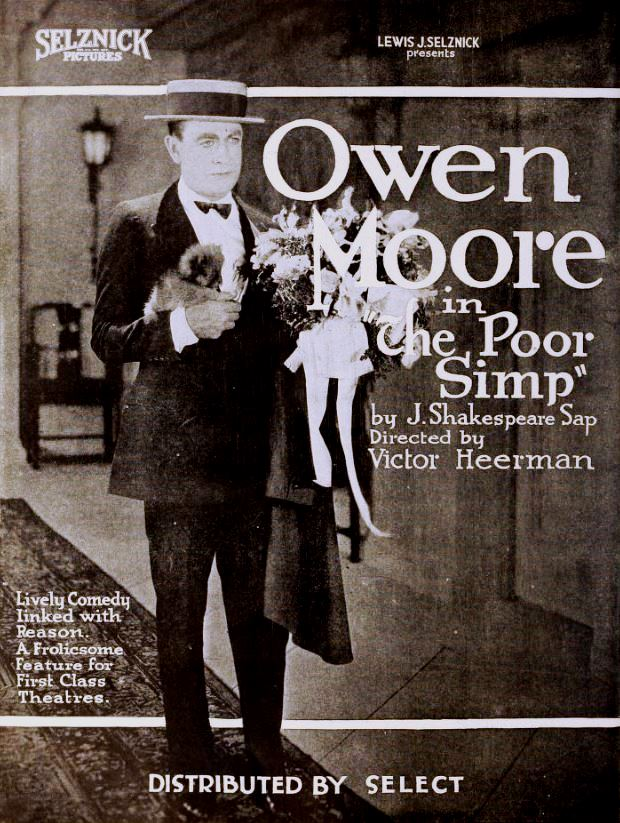
The Poor Simp (1920).

- 1908 : The Guerrilla de D. W. Griffith
- 1908 : The Valet's Wife de D. W. Griffith
- 1909 : The Honor of Thieves de D. W. Griffith
- 1909 : The Sacrifice de D. W. Griffith
- 1909 : A Rural Elopement de D. W. Griffith
- 1909 : The Criminal Hypnotist de D. W. Griffith
- 1909 : The Welcome Burglar de D. W. Griffith
- 1909 : The Brahma Diamond de D. W. Griffith
- 1909 : His Ward's Love de D. W. Griffith
- 1909 : The Joneses Have Amateur Theatricals de D. W. Griffith
- 1909 : La Pièce d'or (The Golden Louis) de D. W. Griffith
- 1909 : His Wife's Mother de D. W. Griffith
- 1909 : L'Espion (The Prussian Spy) de D. W. Griffith
- 1909 : A Fool's Revenge de D. W. Griffith
- 1909 : The Roue's Heart de D. W. Griffith
- 1909 : The Salvation Army Lass de D. W. Griffith
- 1909 : The Lure of the Gown de D. W. Griffith
- 1909 : L'Âme du violon (The Voice of the Violin) de D. W. Griffith
- 1909 : The Deception de D. W. Griffith
- 1909 : A Burglar's Mistake de D. W. Griffith
- 1909 : Le Luthier de Crémone de D. W. Griffith
- 1909 : The Lonely Villa
- 1909 : The Cardinal's Conspiracy de D. W. Griffith
- 1909 : The Hessian Renegades
- 1909 : The Red Man's View
- 1909 : Resurrection de D. W. Griffith
- 1909 : Le Message (The Message) de D. W. Griffith
- 1909 : In Little Italy de D. W. Griffith
- 1909 : To Save Her Soul
- 1910 : The Doctor's Perfidy
- 1910 : The Rocky Road
- 1910 : What the Daisy Said
- 1910 : In the Border States
- 1910 : Love in Quarantine
- 1911 : Maid or Man
- 1911 : The Dream
- 1911 : Their First Misunderstanding
- 1911 : The Mirror
- 1911 : Artful Kate
- 1911 : A Manly Man
- 1911 : The Message in the Bottle
- 1911 : The Fisher-Maid
- 1911 : In Old Madrid
- 1911 : Sweet Memories
- 1911 : The Stampede
- 1911 : Second Sight
- 1911 : The Fair Dentist
- 1911 : For Her Brother's Sake
- 1911 : The Better Way
- 1911 : The Last Appeal
- 1911 : Back to the Soil
- 1911 : Behind the Stockade
- 1911 : The Courting of Mary de James Kirkwood Sr. et George Loane Tucker
- 1911 : In the Sultan's Garden
- 1911 : For the Queen's Honor
- 1911 : A Gasoline Engagement
- 1911 : The Call of the Song
- 1911 : Behind the Times
- 1911 : The Portrait
- 1912 : The Lesser Evil
- 1913 : So Runs the Way (en) de Christy Cabanne
- 1913 : Caprice
- 1914 : The Battle of the Sexes
- 1914 : Home, Sweet Home
- 1914 : The Escape
- 1914 : Cendrillon (Cinderella)
- 1915 : Mabel institutrice
- 1915 : Jordan Is a Hard Road
- 1916 : Betty of Greystone
- 1916 : Little Meena's Romance
- 1916 : Under Cover (en)
- 1920 : The Poor Simp (en)
- 1922 : Love Is an Awful Thing
- 1923 : Her Temporary Husband
- 1925 : Dans la fournaise (Code of the West) de William K. Howard
- 1925 : The Parasite
- 1926 : L'Oiseau noir (The Blackbird)
- 1926 : La Route de Mandalay (The Road to Mandalay) de Tod Browning
- 1927 : The Red Mill
- 1927 : Taxi-girl (The Taxi Dancer)
- 1927 : Women Love Diamonds
- 1928 : The Actress
- 1929 : High Voltage
- 1929 : Le Dernier Voyage (Side Street) de Malcolm St. Clair
- 1930 : Les Révoltés (Outside the Law)
- 1930 : Quelle veuve ! (What a Widow!) d'Allan Dwan
- 1931 : Stout Hearts and Willing Hands
- 1931 : Hush Money (en)
- 1932 : Comme tu me veux (As You Desire Me)
- 1933 : Lady Lou (She Done Him Wrong)
- 1933 : A Man of Sentiment
- 1937 : Une étoile est née (A Star Is Born)

## Source
- (en) Cet article est partiellement ou en totalité issu de l’article de Wikipédia en anglais intitulé « Owen Moore » (voir la liste des auteurs).